# Eisenbahngesetz vom 3. März 1971
Das dänische Eisenbahngesetz vom 3. März 1971 (dänisch LOV nr 73 af 03/03/1971  - Lov om indskrænkning af driften på og eventuel senere nedlæggelse af visse statsbanestrækninger og færgefarten Glyngøre–Nykøbing Mors) beinhaltet Betriebseinschränkungen sowie die Möglichkeit, bestimmte Staatsbahnstrecken stilllegen zu können sowie die Fährlinie Glyngøre–Nykøbing Mors einzustellen. 
Das dänische Folketing beschloss in dem Gesetz folgendes:
1. Das Ministerium für öffentliche Arbeiten ist ermächtigt, den Betrieb der Staatsbahnstrecken Viborg–Herning, Laurbjerg–Silkeborg, Funder–Brande und Brande–Grindsted einzustellen und diese Strecken zukünftig teilweise oder vollständig stillzulegen.
2. Das Ministerium für öffentliche Arbeiten ist ermächtigt, den Betrieb der Staatsbahnstrecken Slagelse–Næstved, Slagelse–Værslev, Randers–Ryomgård, Grindsted–Bramming, Tønder–Tinglev, Roedekro–Aabenraa und Skive–Glyngøre auf den Güterverkehr zu beschränken und später diese Strecken ganz oder teilweise stillzulegen.
3. Das Ministerium für öffentliche Arbeiten ist ermächtigt, den Betrieb der Staatsbahnstrecke Herning–Skjern einzuschränken und später ganz oder teilweise stillzulegen.
4. Das Ministerium für öffentliche Arbeiten ist ermächtigt, den Personenverkehr auf der von der Staatsbahn betriebenen Fährverbindung zwischen Glyngøre und Nykøbing und später die Fährverbindung auf dieser Strecke vollständig einzustellen.

Das Gesetz wurde am 3. März 1971 von König Frederik IX. unterzeichnet und am 19. März 1971 veröffentlicht.